# Новий загальний каталог
Нови́й зага́льний катало́г (англ. New General Catalogue або NGC) — найвідоміший в аматорській астрономії каталог незоряних об'єктів далекого космосу.

## Загальні відомості
Каталог є одним з найбільших неспеціалізованих каталогів, оскільки містить у собі всі типи протяжних об'єктів далекого космосу (він не спеціалізується, наприклад, тільки на галактиках).
Каталог був складений у 1880-х роках Джоном Людвігом Емілем Дреєром, який узагальнив відомості про незоряні об'єкти спостерігачів XIX сторіччя. Одним з основних джерел був «Загальний каталог туманностей та скупчень» Джона Гершеля, виданий 1864 року. Дрейєр навіть використав назву, додавши лише слово «Новий».
Спочатку (1888 рік) каталог містив 7840 об'єктів, послідовно занумерованих за зростанням їх прямого сходження (для епохи 1860 року), а потім був послідовно розширений двома індексними каталогами (IC-I та IC-II), що додали 5386 об'єктів. Із повним правом ці три каталоги вважають цілісною працею. Загальна кількість об'єктів у них становить 13 226.
Об'єкти небосхилу Південної півкулі каталогізовано меншою мірою, більшість із них спостерігав Джон Гершель. Новий Загальний Каталог містив значну кількість помилок, які здебільшого були усунуті в переглянутому NGC.
Каталог характеризується розумним співвідношенням між обсягом та глибиною охоплення об'єктів. Це призвело до його масового розповсюдження. Навіть через сто років після виходу останнього доповнення цей каталог залишався одним з лідерів за цитованістю.